# СД (служба за сигурност)
Вижте пояснителната страница за други значения на СД.
Службата за сигурност на райхсфюрер СС (на немски: Sicherheitsdienst Reichsführer SS) или СД е първата вътрешна служба за сигурност на НСДАП, а по-късно – служба за сигурност на райхсфюрера на СС.
През 1939 г. Химлер чрез обединение на СД със SiPo (ЗиПо, полицията за сигурност) образува РСХА, където службата за сигурност (СД) остава като 3-ти департамент. Началник на СД е Райнхард Хайдрих, а след неговото убийство в началото на лятото на 1942 г., ръководството е поето от Хайнрих Химлер.
Това е първата разузнавателна служба на нацистката власт и се счита за сестринска организация на Гестапо. Между 1933 и 1939 г. СД се администрира като независимо бюро към СС, а след това е прехвърлена към Главното управление за имперска сигурност (РХСА). Райнхард Хайдрих иска СД да постави всеки индивид в Третия райх под „постоянно наблюдение“.
След края на Втората световна война трибуналът на Нюрнбергските процеси обявява СД за престъпна организация, заедно с останалите части на РХСА. Последният ръководител на СД, Ернст Калтенбрунер, е обвинен във военни престъпления и престъпления срещу човечеството и е обесен през 1946 г.